# Крајпуташ у Доњој Црнући
Крајпуташ на раскрсници у Доњој Црнући (Општина Горњи Милановац) налази се на аутобуском стајалишту „Црнућара”, на регионалном путу Горњи Милановац–Крагујевац. Крајпуташ је подигнут извесном Марјановићу, војнику I класе из Црнуће.
У пописима житеља Горње и Доње Црнуће страдалих у ослободилачким ратовима Србије 1912-1918. године, осим другопозивца наредника Светозара Марјановића из Доње Црнуће који је умро 1915. године, нема помена других војника са овим презименом.

## Историјат
Споменик је дуго је био занемарен. Приљубљен уз зидану ограду оближње куће, затрпаван је дугогодишњим наносима и нивелисањем пута. Годинама је служио као приручно седиште док се чека аутобус, о чему сведоче излизане странице споменика.

## Опис споменика
Стуб је облика квадра, са страницама ширине 24 cm. Садашња висина споменика износи 70 cm, што је најмање половина првобитне висине. На предњој и десној бочној страни уклесани су истоветни декоративни крстови на постољу, висине 50 cm. На левом боку приказана је пушка окренута надоле, видљива до половине.

## Епитаф
У књизи Срце у камену: крајпуташи и усамљени надгробници рудничко-таковског краја фотографа Саше Савовићанаводи се да је на споменику могуће прочитати део натписа.

На предњој страни, испод крста пише: ПР++/ПУТН+/+ПРОЧ/+ТА+/ОВАЈ, што је уобичајена формулација карактеристична за крајпуташе: „Приђи путниче и прочитај овај...”

На десној страни, такође испод крста, пише „Марјановић из”, а када се откопа око стуба, чита се и наставак текста: „Црнуће, војник I класе”. На полеђини, с великим трудом јер је споменик од зида удаљен само 10 cm, помоћу огледала може да се прочита:
ПОГИБЕ / 14. Г. / ТУНА / КЛАДНИЦИ